# Rachel Talalay
Rachel Talalay (Chicago, 16 luglio 1958) è una regista e produttrice cinematografica statunitense.

## Biografia
Figlia di genitori inglesi, Rachel Talalay si trasferisce con la famiglia negli Stati Uniti all'età di due anni. Studia all'università di Yale, laureandosi in matematica.

### Carriera
Il suo nome è legato soprattutto alla serie cinematografica di Nightmare, per la quale ha svolto diversi compiti nell'ambito della produzione nei primi quattro film della saga, prima di scrivere e dirigerne il sesto, La fine (1991). Nei primi due film, Talalay si era anche occupata della prostetica e degli effetti speciali, cercando di renderli più realistici possibili nonostante lo scarso budget a disposizione. Tuttavia, nonostante l'esperienza e la familiarità dimostrata con la saga, la regista ha dichiarato che sul set di Nightmare 6 - La fine le fu più volte ricordato di fare attenzione a non rendere il film o Freddy Krueger "troppo femminile" o "troppo sensibile."
Dopo aver diretto nel 1995 la commedia d'azione Tank Girl, trasposizione del fumetto omonimo, viene scelta per dirigere la trasposizione di Preacher di Garth Ennis, ma il progetto naufraga nel 2005 dopo quasi un decennio passato in development hell per ragioni finanziarie.
Negli anni seguenti, Talalay approda in televisione, dove si specializza nel dirigere episodi di serie televisive, tra cui figurano Supernatural, Randall & Hopkirk, The Dead Zone, Haven, Cold Case - Delitti irrisolti, A proposito di Brian e Wildfire. Nel 2008, la regista si è detta interessata a dirigere un eventuale reboot di Tank Girl. Fan di Doctor Who, Talalay ne ha diretto i finali dell'ottava, nona e decima stagione della serie, venendo candidata nel 2016 per l'episodio Mandato dal cielo al premio Hugo per la miglior rappresentazione drammatica, forma breve.
Insegna cinema presso l'Università della Columbia Britannica.

## Filmografia

### Regista

#### Cinema
- Nightmare 6 - La fine (Freddy's Dead: The Final Nightmare) (1991)
- Killer Machine (Ghost in the Machine) (1993)
- Tank Girl (1995)
- Guida per babysitter a caccia di mostri (A Babysitter's Guide to Monster Hunting) (2020)

#### Televisione
- Band of Gold – serie TV,  2 episodi (1997)
- Touching Evil – serie TV, 2 episodi (1998)
- To Have & To Hold – serie TV,  2 episodi (1998)
- Randall & Hopkirk (Randall & Hopkirk (Deceased)) – serie TV, 2 episodi (2000)
- Boston Public – serie TV, 1 episodio (2000)
- Così è la vita (That's Life) – serie TV, 1 episodio (2001)
- State of Grace – serie TV (2001)
- Wolf Lake – serie TV, 1 episodio (2001)
- Ally McBeal – serie TV, 4 episodi (1999-2002)
- Crossing Jordan – serie TV, 1 episodio (2002)
- The Dead Zone – serie TV, 3 episodi (2002-2007)
- Senza traccia (Without a Trace) – serie TV, 1 episodio (2002)
- The Division – serie TV,  2 episodi (2002-2003)
- A Tale of Two Wives – film TV (2003)
- Cold Case - Delitti irrisolti (Cold Case) – serie TV, episodio 1x09 (2003)
- Touching Evil – serie TV, 1 episodio (2004)
- Life as We Know It – serie TV,  1 episodio (2004)
- Unfabulous – serie TV, 6 episodi (2004-2005)
- Wildfire – serie TV, episodio 1x06 (2005)
- Sex, Love & Secrets – serie TV (2005)
- Terminal City – serie TV, 4 episodi (2005)
- A proposito di Brian (What About Brian) – serie TV (2006)
- Whistler – serie TV, 4 episodi (2006)
- The Wind in the Willows – film TV (2006)
- Supernatural – serie TV, episodio 2x10 (2007)
- Greek - La confraternita (Greek) – serie TV, episodio 1x08 (2007)
- Kyle XY – serie TV,  2 episodi (2007)
- Jpod – serie TV, 2 episodi (2008)
- Flash Gordon – serie TV, 1 episodio (2008)
- Da Kink in My Hair – serie TV, 3 episodi (2009)
- Durham County – serie TV, 2 episodi (2009)
- Cra$h & Burn – serie TV, 2 episodi (2010)
- Haven – serie TV, episodi 1x03-1x04 (2010)
- Bloodletting & Miraculous Cures – miniserie TV (2010)
- Endgame – serie TV, 1 episodio (2011)
- Hiccups – serie TV, 1 episodio (2011)
- Hannah's Law – film TV (2012)
- Continuum – serie TV, episodio 1x06 (2012)
- XIII (XIII: The Series) – serie TV, episodi 2x07-2x08 (2013)
- Bomb Girls – serie TV, 3 episodi (2013)
- Played – serie TV, 2 episodi (2013)
- Reign – serie TV, episodio 1x10 (2014)
- The Dorm – film TV (2014)
- Doctor Who – serie TV, 8 episodi (2014-2023)
- South of Hell – serie TV, 2 episodi (2015)
- Legends of Tomorrow – serie TV, episodio 1x12 (2016)
- On The Farm – film TV (2016)
- Supergirl – serie TV, episodio 2x03 (2016)
- The Flash – serie TV episodi 2x12-3x09 (2016-2017)
- Sherlock – serie TV, episodio 4x01 (2017)

### Produttrice
- Nightmare 3 - I guerrieri del sogno (A Nightmare On Elm Street 3: Dream Warriors), regia di Chuck Russell (1987)
- Grasso è bello (Hairspray), regia di John Waters (1988)
- Nightmare 4 - Il non risveglio (A Nightmare On Elm Street 4: The Dream Master), regia di Renny Harlin (1989)
- Cry Baby, regia di John Waters (1990)
- I ragazzi degli anni '50 (Book of Love), regia di Robert Shaye (1990)
- I rubacchiotti (The Borrowers), regia di Peter Hewitt (1997)

### Sceneggiatrice
- Nightmare 6 - La fine (Freddy's Dead: The Final Nightmare) (1991)

### Attrice
- Android - Molto più che umano (Android), regia di Aaron Lipstadt (1982)